# 小坂春女
小坂春女（日语：／ Kosaka Harume），日本女性動畫演出家、動畫導演、3D佈局監修。出身於東京都品川區。別名。

## 來歷
1988年加入東映動畫。以《魔法使莎莉 (1989年版)》（第45話）作為動畫演出家首次亮相。之後以演出一職參加《金魚注意報》、《美少女戰士》系列。2001年成為自由工作者，並於2003年執導本身第一部電視作品《Saint Beast 四聖獸 ～聖獸降臨篇～》。

## 參加作品

### 執導作品
1993年
- Make Up！水手戰士

2000年
- 傳心 守護月天！[注 1]

2003年
- Saint Beast 四聖獸 ～聖獸降臨篇～（日语：セイント・ビースト）

2007年
- 風之少女艾蜜莉

2009年
- 戀愛班長（—2010年）[注 2]

2019年
- 警視廳 特務部 特殊凶惡犯對策室 第七課 -特7-[1]

### 分鏡、演出
1990年
- 魔法使莎莉 (1989年版)（分鏡、演出）

1991年
- 金魚注意報（分鏡、演出）
- 七龍珠Z（分鏡）

1992年
- 美少女戰士（—1997年，分鏡、演出）[注 3]

1997年
- 金田一少年之事件簿（—2000年，分鏡、演出）
- 甜心戰士F（分鏡、演出）
- CLAMP學園偵探團（分鏡、演出） ※林有紀名義。

1998年
- 章魚燒小超人（分鏡、演出） ※林有紀名義。
- 守護月天！（分鏡、演出）
- 不可思議魔法藥店（日语：ふしぎ魔法ファンファンファーマシィー）（分鏡、演出）

1999年
- 數碼寶貝大冒險（分鏡、演出）

2000年
- 爆裂戰士戰藍寶（分鏡、演出）
- 夢幻天女（分鏡、演出） ※林有紀名義。
- 幻想魔傳 最遊記（分鏡） ※林有紀名義。
- 萬有引力（演出） ※林有紀名義。
- 怪獸農場 ～前往傳說之路～（日语：モンスターファーム (アニメ)）（分鏡） ※林有紀名義。
- 學校怪談（—2001年，分鏡、演出） ※林有紀名義。
- ONE PIECE（2000年—，分鏡、演出）

2001年
- 華麗的機會（日语：チャンス〜トライアングルセッション〜）（演出） ※林有紀名義。
- 新白雪姬傳說（演出） ※林有紀名義。
- 棋魂（分鏡、演出） ※林有紀名義。

2002年
- Kanon (第1作)（分鏡、演出）
- 頑皮小白貂（演出） ※林有紀名義。
- 鬼眼狂刀（分鏡、演出） ※林有紀名義。
- 炸彈小新娘（分鏡） ※林有紀名義。
- 圓盤皇女（演出） ※林有紀名義。
- 彩夢芭蕾（演出） ※林有紀名義。
- 火影忍者（—2007年，分鏡、演出） ※林有紀名義。

2003年
- 釣魚迷日記（分鏡、演出）
- 魔偵探洛基 RAGNAROK（分鏡、演出） ※林有紀名義。
- 天使怪盜（分鏡、演出） ※林有紀名義。
- 瓶詰妖精（日语：瓶詰妖精）（分鏡、演出） ※林有紀名義。
- 闇與帽子與書的旅人（分鏡、演出） ※林有紀名義。
- 洛克人EXE AXESS（—2004年，分鏡、演出） ※林有紀名義。

2004年
- 北方戀曲 ～Diamond Dust Drops～（分鏡、演出） ※林有紀名義。
- 美鳥的日記（演出） ※林有紀名義。
- Wind -a breath of heart-（分鏡）
- 今日大魔王！第1系列（—2005年，分鏡、演出） ※林有紀名義。

2005年
- 魔法老師！（分鏡）
- 神樣中學生（分鏡、演出）
- 黏黏妖美少女（分鏡、演出）
- 漫畫派對Revolution（分鏡）
- 英國戀物語艾瑪（演出） ※林有紀名義。
- 喜歡所以喜歡（演出）
- 今日大魔王！第2系列（—2006年，分鏡、演出） ※林有紀名義。
- 玻璃假面 (2005年版)（分鏡、演出）
- 高機動交響曲GPO（演出）
- 地獄少女（—2006年，演出）

2006年
- Canvas2 ～彩虹色的圖畫～（分鏡）
- 魔界女王候補生（分鏡） ※林有紀名義。
- 飛輪少年（分鏡、演出）
- 聲優白皮書（演出）
- 西方善魔女 Astraea Testament（演出）
- 蜜×蜜水果糖（OVA，分鏡、演出）
- 變身公主（演出）
- 格鬥美神 武龍 REBIRTH（日语：格闘美神 武龍）（演出）
- Oban Star-Racers（日语：オーバン・スターレーサーズ）（演出）

2007年
- BACCANO！（演出）
- 逮捕令 全速前進（—2008年，分鏡、演出）

2008年
- H2O -FOOTPRINTS IN THE SAND-（分鏡、演出）
- 今日大魔王！第3系列（分鏡）
- 夏目友人帳（演出）
- 紅（演出）
- 我家有個狐仙大人。（分鏡）
- 出包王女（分鏡）
- 家庭教師HITMAN REBORN！（分鏡）
- BLEACH（分鏡）
- 吸血鬼騎士 Guilty（分鏡）
- 地獄少女 三鼎（演出）

2009年
- 黑神 The Animation（演出）
- 魔神相克者（分鏡）
- 潘朵拉之心（分鏡）

2010年
- SD鋼彈三國傳 BraveBattleWarriors（演出）

2011年
- 神樣DOLLS（演出、特典影像分鏡&演出）
- 蘿球社！（分鏡、演出）
- 魔劍姬！（導演補佐、分鏡、演出）
- 女神異聞錄4 the ANIMATION（—2012年，分鏡、演出）

2012年
- 白熊咖啡廳（分鏡、演出）
- 人類衰退之後（助理導演、分鏡、演出）
- 元氣少女緣結神（分鏡）

2013年
- AMNESIA（演出）
- 超速變形螺旋傑特（演出）
- 問題兒童都來自異世界？（演出）
- AURA ～魔龍院光牙最後的戰鬥～（演出）
- 穿透幻影的太陽（助理導演、分鏡）
- 史上最強弟子兼一 暗之襲擊（演出）

2014年
- 龍孃七七七埋藏的寶藏（演出）
- 惡魔的謎語（分鏡、演出）
- Aikatsu！偶像活動！（—2016年，演出）
- 女神異聞錄3 劇場版 #2 Midsummer Knight's Dream（演出）
- 黑執事 Book of Circus（演出）

2015年
- 艦隊Collection（演出）
- 美男高校地球防衛部LOVE！（演出）
- 魔法少女奈葉ViVid（演出）
- 靈感少女（演出）

2016年
- 偶像學園STARS！（演出）
- ReLIFE（演出補佐）
- Qualidea Code（分鏡、演出）
- 龍族拼圖X（演出）

2017年
- 鎖鏈戰記 ～赫克瑟塔斯之光～（分鏡）
- 巴哈姆特之怒 VIRGIN SOULS（演出）
- 戰刻夜想曲（演出）

2018年
- BASILISK ～櫻花忍法帖～（演出）
- 沒有心跳的少女 BEATLESS（分鏡、演出）
- Classica Loid（演出）
- 女神異聞錄5 the Animation（演出）
- 狐狸之聲（演出）

2019年
- Re:Stage！Dream Days♪（演出）
- 警視廳 特務部 特殊凶惡犯對策室 第七課 -特7-（演出）
- 籃球少年王（演出）

2020年
- A3！（演出）
- 織田肉桂信長（演出）
- 熊熊勇闖異世界（演出）

2021年
- 王者天下（演出）

2022年
- 勇者辭職不幹了（演出）
- 小鳥之翼 -高爾夫女孩的故事-（演出）
- 東京喵喵NEW～♡（分鏡）
- 死役所（演出）
- 更多！怪傑佐羅力（分鏡）
- 被勇者隊伍開除的馭獸使，邂逅了最強種的貓耳少女（分鏡、演出）[2]

2023年
- 突然降臨的埃及神2（演出）
- 熊熊勇闖異世界PUNCH！（分鏡、演出）
- 她去公爵家的理由（分鏡）
- 境界服務（日语：THE MARGINAL SERVICE）（分鏡、演出）
- Dr.STONE 新石紀 NEW WORLD（演出）
- 聖魔大戰 BIKKURI-MEN（日语：ビックリメン）（演出）

2024年
- THE NEW GATE（分鏡）
- 恰如細語般的戀歌（分鏡）
- 終末的火車前往何方？（分鏡）
- 搖曳露營△ SEASON3（演出）
- SHY 東京奪還篇（演出）
- 異世界悠閒紀行 ～邊養娃邊當冒險者～（分鏡、演出）
- 魔法光源股份有限公司（副導演）
- 青春之箱（演出）
- 妖怪學校的菜鳥老師！（分鏡、演出）
- 平凡職業造就世界最強 season 3（演出）

2025年
- 魔神創造傳（演出）
- 最弱技能《果實大師》 ～關於能無限食用技能果實（吃了就會死）這件事～（演出）
- 終究，與你相戀。（分鏡、演出）
- 使人誤解的工房主 ～關於原英雄隊伍的雜役人員，實際上除了戰鬥能力外全是SSS的故事～（演出）
- 前橋魔女（演出）
- 神統記（分鏡、演出）
- 9-nine- 支配者的王冠（分鏡、演出）

## 腳註

## 相關項目
- 日本動畫師列表（日语：アニメ関係者一覧）